# Demling (Großmehring)
Demling ist ein Ortsteil der Gemeinde Großmehring im Landkreis Eichstätt im Regierungsbezirk Oberbayern des Freistaates Bayern.

## Lage
Das Kirchdorf liegt nördlich der Donau in der Südlichen Frankenalb und nördlich der Gemeinde Großmehring an der Staatsstraße 2231 und der Kreisstraße EI 45.

## Geschichte

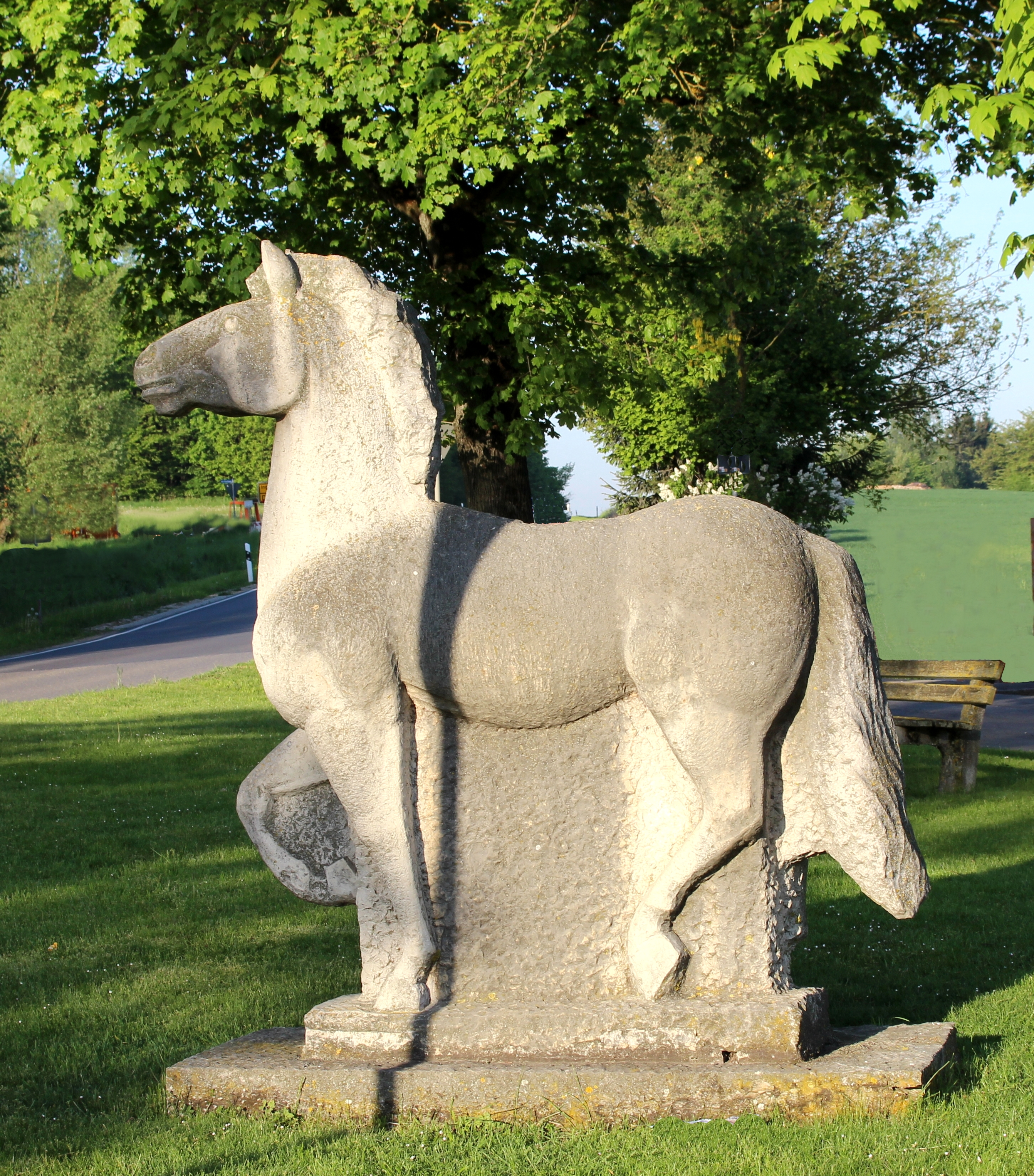
Pferdestatue am Ortsausgang

Eine römische Gewandfibel des Gottes Mars wurde 2001 bei Demling gefunden. Zwei römische Grabsteine sind in die Außenwand der Kirche eingelassen.
Der Ort dürfte im Zuge der bajuwarischen Landnahme ab 500 nach Christus als Sippensiedlung eines Tomalo entstanden sein. 820/21 übergab Sigfrid, Abt von Engelbrechtsmünster, seinen Besitz in „Tomalingun“ dem Regensburger Kloster St. Emmeram. 1271 ist urkundlich von „Tömlingen“, 1544 von „Temling“ und 1559 von „Tömling“ die Rede. 1417 wird das Dorf aber schon einmal als „Dembling“ bezeichnet. Im Bayerischen Erbfolgekrieg wurde das Dorf 1504 niedergebrannt. 1752 bestand Demling aus 48 Anwesen, die grundherrliche Abgaben an die Universität Ingolstadt, an die Obere Stadtpfarrei Ingolstadt, an das Katharinenspital Regensburg, an das Kloster Sankt Walburg Eichstätt, an die Hofmark Münchsmünster, an die Hofmark Biburg und an das Kastenamt Vohburg machen mussten; bäuerlichen Eigenbesitz gab es nur wenig. 1813 wurde eine Schule gegründet, 1859 ein Schulhaus südlich der Kirche neu errichtet.
Von 1954 bis 1959 wurde eine Flurbereinigung durchgeführt. Seit 1970 existiert im ehemaligen Schulhaus ein Gemeindekindergarten. 1983 gab es in dem Dorf mit 356 Einwohnern noch 13 landwirtschaftlichen Vollerwerbs- und 15 Nebenerwerbsbetrieben sowie ein Gasthaus.
Die ab 1818 selbständige Gemeinde (zweites Gemeindeedikt) gehörte seit der Trennung von Justiz und Verwaltung am 1. Juli 1862 zum Landkreis Ingolstadt (bis 1939: Bezirksamt Ingolstadt). Demling mit seinem Ortsteil Erlachhof schloss sich im Zuge der Gebietsreform in Bayern am 1. Mai 1978 der Gemeinde Großmehring an. Der letzte Bürgermeister, Martin Mayer, starb 2010.

### Katholische Filialkirche St. Johannes der Täufer

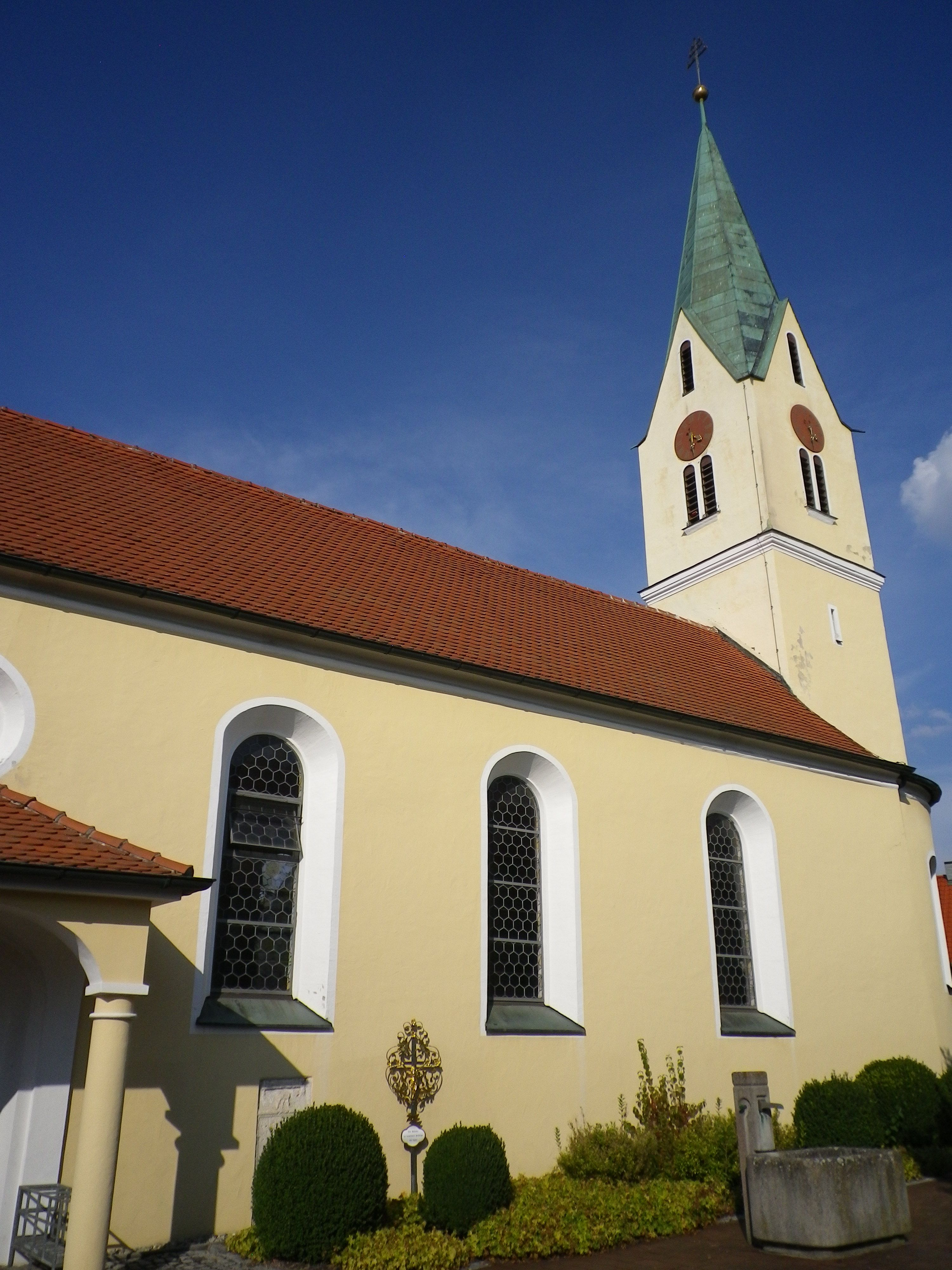
Kirche in Demling

Von einer Vorgängerkirche der Romanik haben sich nur wenige Spuren im Turm- und Apsisbereich erhalten. 1650 war die Kirche „ganz eingefallen“ und wurde vier Jahre später neu gebaut. Die heutige Kirche stammt größtenteils von 1850; nur das Presbyterium blieb von der Vorgängerkirche erhalten. Die barocken Altäre (18. Jahrhundert; die Seitenaltäre zwei-, der Hochaltar viersäulig) stammen von dem „academ. Mahler“ Melchior Puchner aus Ingolstadt. Die Altarbilder wurden 1957 von Georg Gschwendtner aus Freilassing gemalt. Vor 1749 entstanden die Figuren des hl. Sebastian links und des hl. Rochus rechts über den Durchgängen neben dem Hauptaltar. – 1775 wurde die Sakristei angefügt. 1873 ersetzte man die Kuppel des quadratischen Turmes durch eine Pyramide mit vier Giebeln. 1897 schuf der Kunstmaler M. Hafner ein Deckengemälde, die Taufe Christi darstellend. Ein Kruzifix mit einer Mater Dolorosa von circa 1740 an der südlichen Innenwand stammt wohl von Wolfgang Zächenberger.

### Erlachhof

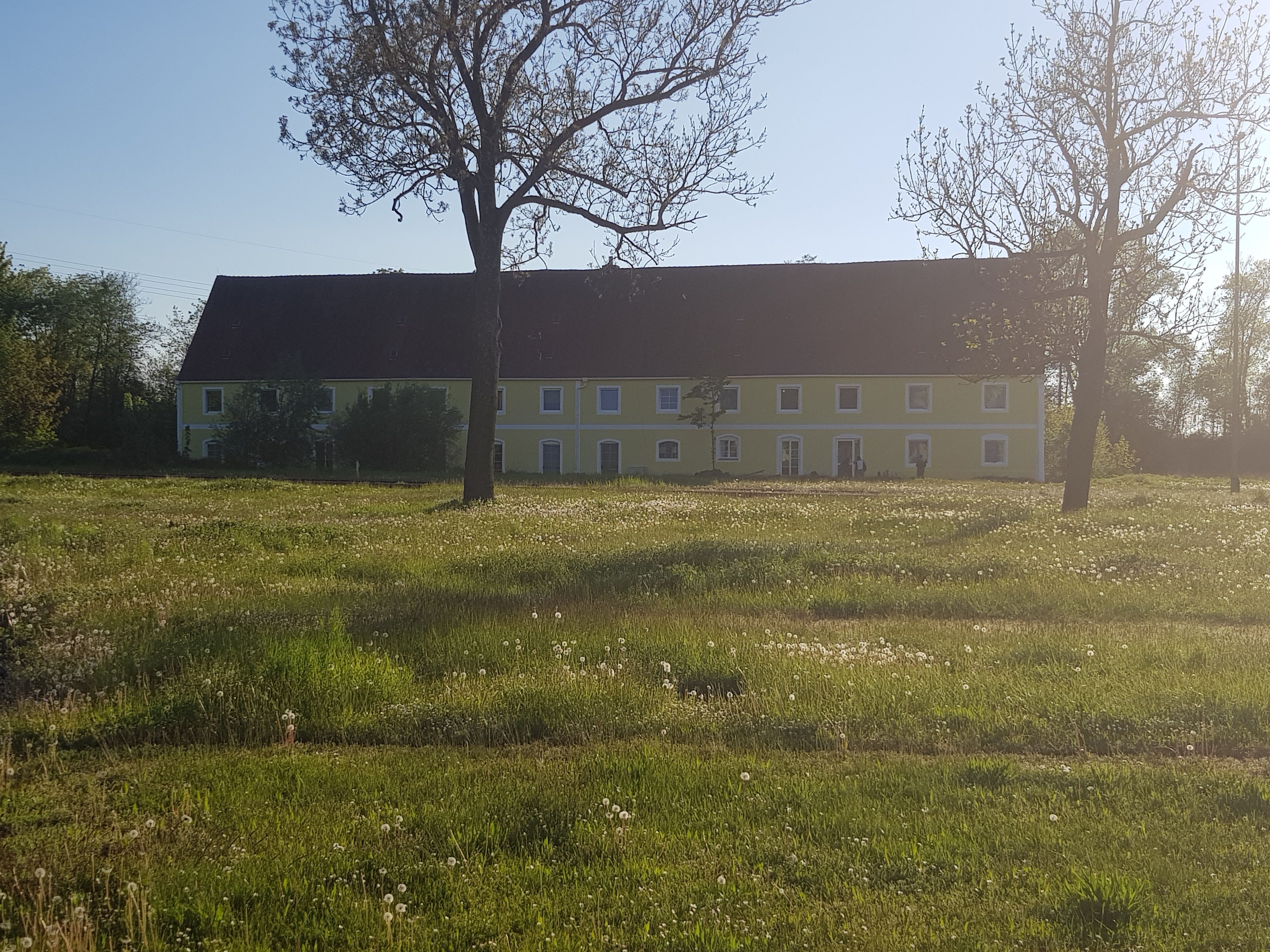
Ostseite Gut Erlachhof

In der Gemarkung Demling liegt der Erlachhof („Erlhof“ bei Michael Wening) an der Stelle eines 1229/31 erstmals erwähnten Edelsitzes (Burg Erlhof) des 1280 erstmals erwähnten (und 1510 ausgestorbenen) Geschlechts der Erlacher. 1331 wurde aus dem Anwesen eine Hofmark mit niederer Gerichtsbarkeit, deren bürgerliche wie adelige Besitzer häufig wechselten. Die Hofmarksfreiheit wurde später wiederholt bestätigt. 1670 kam der Hof in Besitz der weltpriesterlichen Vereinigung der Bartholomäer. Bei der Säkularisation kam der Erlachhof 1803 in den Besitz des bayerischen Staates, der ihn zuerst den Täufern übergab, dann an den Großmehringer Bierbrauer Lorenz Weinzierl (ab 1819 Mitglied der bayerischen Ständeversammlung in München) verkaufte. Der heutige Bau wurde nach einem Brand am 26. Dezember 1868 im Folgejahr vom Gutsbesitzer Weinzierl als Vierseithof neu errichtet. Die 1830 eingeweihte Schlosskapelle ist dem hl. Joseph geweiht. 1890 übernahm der Nürnberger Kaufmann C. H. Nold den Hof mit seinen 162 ha Äckern, Wiesen und Wald, der unter ihm ein landwirtschaftliches Mustergut wurde. Nach dem Krieg lebten über 100 Personen auf dem Hof. 1960 wurde der Hof von Otto Nold an die Shell AG verkauft.
In Folge wurde der Schlossgraben zugeschüttet, sowie der Pavillon, das Mühlhaus und die Westseite des Erlachhofs abgerissen. Ab 1962/63 wurde hier (und teilweise in Nachbargemarkungen) eine Shell-Raffinerie betrieben, die 1973 mit der Ölkrise aufgegeben wurde. 1983 wohnten sieben Personen auf dem Hof. Versuche, das Gelände in einen Freizeitpark umzugestalten, scheiterten. 1988 wurde das ehemalige Shell-Gelände an die Terreno verkauft, die auf dem Anwesen den größten zusammenhängenden Gewerbepark Deutschlands Interpark errichtete.

### Demlinger Steinbruch

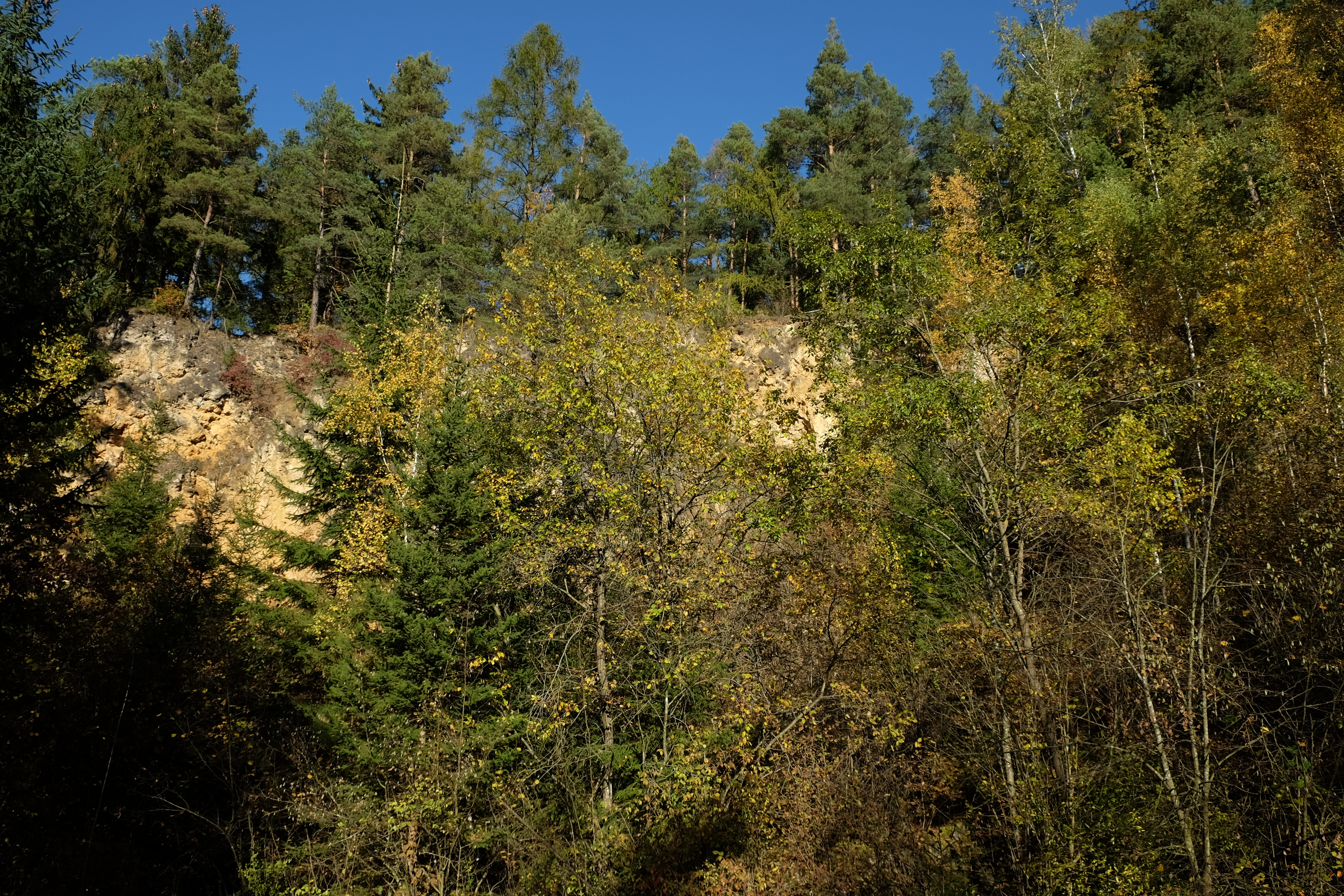
Das Naturdenkmal Demlinger Steinbruch

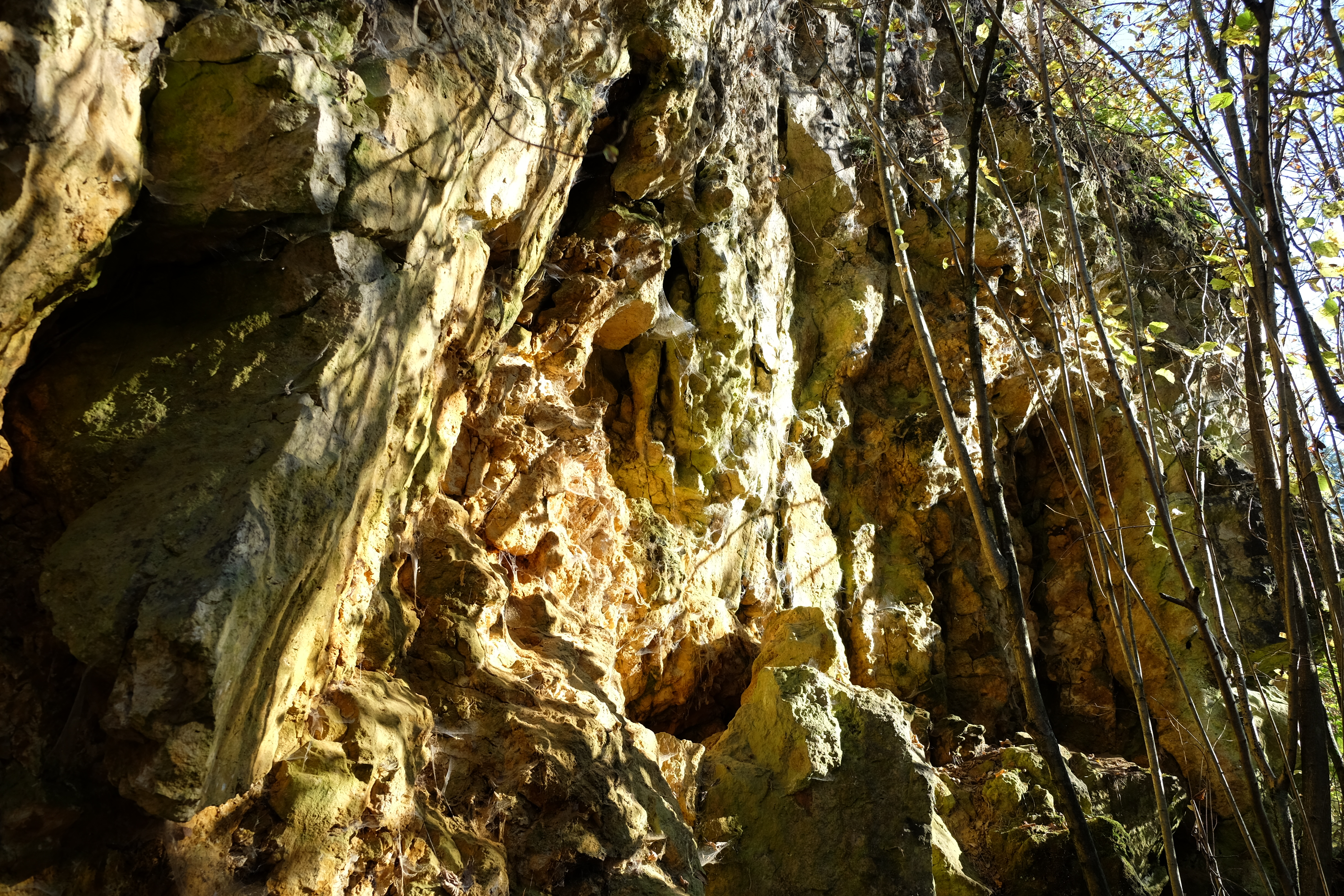
Riffdolomite des Malm

Der Demlinger Bruch, auch „Königsbruch“ genannt und bereits 1426 erwähnt, lieferte unter anderem Material zum Bau der Renaissancefestung von Ingolstadt. 1820 arbeiteten hier 296 Personen. Der Bruch ist heute zugewachsen und gilt seit 1932 bzw. 1950 wegen seiner Flora als Naturdenkmal. Er dient gelegentlich als Kulisse für Freilichtspiele und ist ein häufig genutztes Ausflugsziel. Im Bruch sind fossilreiche Riffdolomite und Riffschuttkalke des Malm Zeta 3–4 aufgeschlossen.

## Vereine
- Freiwillige Feuerwehr Demling
- Krieger- und Soldatenverein Theißing-Demling
- Obst- und Gartenbauverein Demling
- Burschenverein Demling